# Selección juvenil de rugby de los Países Bajos
La selección juvenil de rugby de los Países Bajos también conocida como Jong Oranje es el equipo nacional de rugby regulada por la Nederlandse Rugby Bond (NRB). La edad de sus integrantes varía según la permitida en el torneo, en los Europeos son para menores de 20 denominándose a la selección Jong Oranje U20.

## Uniforme
La camiseta del uniforme principal es naranja como en todas las selecciones deportivas neerlandesas, las medias del mismo color. El blanco se usa en el short y en otros detalles del resto de la indumentaria. Los uniformes alternativos pueden usar el negro en cualquiera de las prendas.

## Palmarés
- Mundial M19 División B (1): 1993[1]
- Rugby Europe U20 Championship (1): 2023
- U20 European Tournament (1): 2013
- Rugby Europe U18 Championship (1): 2001

## Participación en copas
| - Escocia 2024: 5.º puesto - Francia 1998: 8.º puesto (último) - Francia 2000: 15.º puesto - Italia 2002: 13.º puesto - Italia 1996: 3.º puesto - Chile 1997: 2.º puesto - Gales 1999: 4.º puesto - Europeo 2007: 6.º puesto - Europeo 2008: 6.º puesto - Europeo 2011: 4.º puesto - Europeo 2014: 5.º puesto - Europeo 2015: 6.º puesto - U20 European Tournament 2003: 4.º puesto - U20 European Tournament 2007: 2.º en el grupo - U20 European Tournament 2013: Campeón - Rumania 2017: 7.º puesto - Portugal 2018: 4.º puesto - Portugal 2019: 3.º puesto - Portugal 2021: 4.º puesto - Portugal 2022: 2° puesto - República Checa 2023: Campeón | - Europeo 2000: no participó - Europeo 2001: Campeón - Europeo 2002: no participó - Europeo 2003: 2.º puesto - Europeo 2004: 6.º puesto - Europeo 2005: 7.º puesto - Europeo 2007: 4.º puesto - Europeo 2008: 6.º puesto - Europeo 2009: 5.º puesto - Europeo 2010: 3.º puesto - Europeo 2011: 7.º puesto - Europeo 2012: 2.º puesto - Europeo 2013: 1.º puesto - Europeo 2006: Campeón - Europeo 2014: 7.º puesto - Europeo 2015: 7.º puesto - Europeo 2016: 2.º puesto - Europeo 2017: 2.º puesto - Europeo 2018: 8.º puesto (último) - Europeo 2019: 7.º puesto |